# 岳山郡
岳山郡，中国西魏、北周时设置的郡。
西魏置岳山郡，属楚州。治所在孝昌县（治今湖北省孝感市北）。辖境约当今湖北省孝感市一带。下辖孝昌县一县。周武帝时，楚州改为岳州。后来，北周废岳州、岳山郡。孝昌县改属安州㶎岳郡。